# Адам Рендер
Адам Рендер (нім. Adam Render, інколи пишуть як Рендерс; 12 травня 1822 — 15 травня 1881) — німецько-американський мисливець, розвідник і торговець. Адам Рендер — перша біла людина, яка побачила древнє місто Великого Зімбабве. Він випадково натрапив на руїни міста під час полювання на велику дичину в 1867 році. Адам Рендер керував мандрівником і географом Карлом Маухом протягом його першої археологічної експедиції на місто Великого Зімбабве у 1871 році, під час якої Рендер виявив доісторичні золоті копальні в регіоні.

## Біографія
Рендер народився у Німеччині в 1822 році, жив у Сполучених Штатах з раннього дитинства і приблизно до 1842, поки не емігрував до Натал, що у Південній Африці. Він приєднався до англо-бурських вуртрекерів і воював з ними проти англійців в битві при Бумплаці в 1848 році. У тому ж році Рендер оселився в Жоутпансберзі на північному сході Трансваалю. Він одружився з Елсі — дочкою Андріса Преториуса, з яким вони полювали та торгували на обох сторонах річки Лімпопо. Під час одного з полювань на велику дичину на північ від річки в 1867 році, він випадково натрапив на руїни Великого Зімбабве, стародавню місто-фортецю, яка була занедбана протягом століть; науковці називають його першою білою людиною, що побачила те місце. Рендер покинув дружину і дітей у 1868 році, після декількох сварок він переїхав на північ від Лімпопо і «помер», проживши решту свого життя на південному сході Великого Зімбабве з дочкою місцевого вождя. Він, мабуть, робив певні зусилля, щоб повідомити про своє відкриття Великого Зімбабве іншим жителям Заходу. Продовжуючи неофіційно досліджувати регіон, він знайшов декілька древніх золотих копалень.
У 1871 році Рендер приймає гостя — німецького мандрівника і географа Карла Мауха, який почув про Велике Зімбабве і прибув з надією зробити перші археологічні дослідження. Маух залишався з Рендером протягом дев'яти місяців, зробивши кілька екскурсій до руїн протягом цього часу. На відміну від Рендера, Маух відправив кольорові описи місцевості до зарубіжної преси, стверджуючи, що ця місцевість була точною копією храму Соломона, а також стверджував, що він знайшов землю Офір, яку описану в Біблії. Маух був першим, хто повідомив про Велике Зімбабве Заходу, і отримав кошти для його пошуку. Рендер помер у безвісти в 1881 році.
Велике Зімбабве з 1986 року внесене до списку Всесвітньої спадщини ЮНЕСКО.